# ذا ليجند أوف زيلدا: توايلايت برينسس إتش دي
ذا ليجند أوف زيلدا: توايلايت برينسس إتش دي (بالإنجليزية: The Legend of Zelda: Twilight Princess HD)‏ (باليابانية: ゼルダの伝説 トワイライトプリンセス HD) ، هي لعبة فيديو إلكترونية من نوع أكشن ومغامرات، وهي إعادة إصدار اللعبة وتحسينها، نزلت في السوق في شهر مارس سنة 2016م، وتعمل حصراً لنظام وي يو.